# Complexe pyruvate déshydrogénase
Le complexe pyruvate déshydrogénase (PDC) est l'association de trois enzymes intervenant séquentiellement pour catalyser la décarboxylation oxydative du pyruvate en acétyl-CoA. Le pyruvate est notamment issu de la glycolyse, tandis que l'acétyl-CoA est, par exemple, le point d'entrée du cycle de Krebs, qui fonctionne dans la foulée de la chaîne respiratoire pour parachever l'oxydation du groupement acétyle de l'acétyl-CoA.
Le PDC est structurellement apparenté au complexe α-cétoglutarate déshydrogénase et au complexe 3-méthyl-2-oxobutanoate déshydrogénase, constitués comme lui d'une décarboxylase, d'une acyltransférase et d'une oxydo-réductase. Chez les procaryotes, il est organisé selon une symétrie qui varie suivant les espèces, cubique chez les bactéries à Gram négatif, avec 24 sous-unités E2, et dodécaédrique chez les bactéries à Gram positif, avec 60 sous-unité E2. Chez les eucaryotes, on le trouve dans la matrice mitochondriale, l'enzyme humaine étant constituée de 96 sous-unités organisées selon une symétrie dodécaédrique.
| Enzyme                                                             | Abrév. | Cofacteurs                                                                  | Nombre de sous-unités | Nombre de sous-unités |
| Enzyme                                                             | Abrév. | Cofacteurs                                                                  | Procaryotes           | Eucaryotes            |
|                                                                    |        |                                                                             |                       |                       |
| Pyruvate déshydrogénase EC 1.2.4.1 : décarboxylase                 | E1     | Thiamine pyrophosphate (TPP)                                                | 24                    | 30                    |
| Dihydrolipoamide S-acétyltransférase EC 2.3.1.12 : acyltransférase | E2     | Lipoamide / dihydrolipoamide Coenzyme A (CoA-SH)                            | 24-60                 | 48-60[4]              |
| Dihydrolipoyl déshydrogénase EC 1.8.1.4 : oxydo-réductase          | E3     | Flavine adénine dinucléotide (FAD) Nicotinamide adénine dinucléotide (NAD+) | 12                    | 12                    |

La réaction globale catalysée par le complexe pyruvate déshydrogénase est la suivante :
|          | + CoA-SH + NAD+ → NADH + H+ + CO2 + |            |
| Pyruvate |                                     | Acétyl-CoA |

Le mécanisme de cette réaction, qui fait intervenir successivement les enzymes E1, E2 et E3, chacune avec ses cofacteurs, est assez complexe, et peut être résumé par le schéma simplifié ci-dessous :

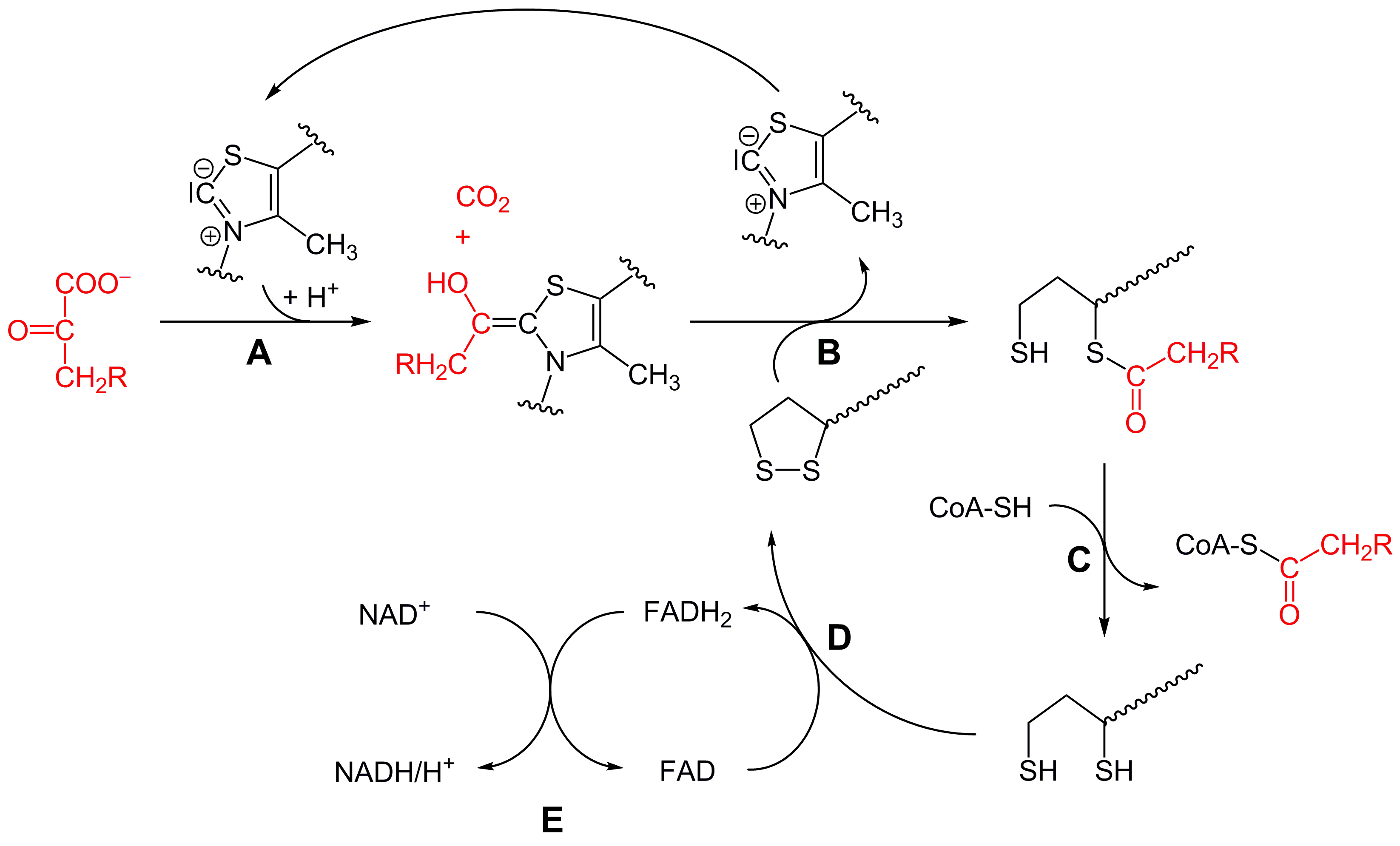
Mécanisme réactionnel du complexe pyruvate déshydrogénase (R = H sur ce schéma) :
- la pyruvate déshydrogénase (E1) catalyse les étapes A et B avec la thiamine pyrophosphate (TPP),
- la dihydrolipoamide S-acétyltransférase (E2) catalyse l'étape C avec le lipoamide et la coenzyme A (CoA-SH),
- la dihydrolipoyl déshydrogénase (E3) catalyse les étapes D et E avec la FAD et la NAD^{+}.